# Мит
Мит (ирл. An Mhí; англ. Meath) — графство на востоке Ирландии. Входит в состав провинции Ленстер на территории Республики Ирландии. Административный центр — Наван, крупнейший город — Трим. Население 184 135 человек (6-е место среди графств Республики Ирландия; данные 2011 г.).

## География
Площадь территории 2342 км² (11-е место).